# فرودگاه محلی شهرستان ویلیامسون
فرودگاه محلی ویلیامسون کانتی (به انگلیسی: Williamson County Regional Airport)  یک فرودگاه همگانی  با کد یاتا MWA است که یک باند فرود آسفالت دارد و طول باند آن ۲۴۴۲ متر است. این فرودگاه در  کشور ایالات متحده آمریکا قرار دارد و در ارتفاع ۱۴۳٫۹ متری از سطح دریا واقع شده است.